# Kisaura lanceolata
Kisaura lanceolata är en nattsländeart som först beskrevs av Sun 1997.  Kisaura lanceolata ingår i släktet Kisaura och familjen stengömmenattsländor. Inga underarter finns listade i Catalogue of Life.